# 第12回ジャパンボウル
第12回ジャパンボウルは1987年1月11日、横浜スタジアムで行われたカレッジフットボールのオールスター東西対抗戦。ハイズマン賞を受賞したビニー・テスタバーディなど、東軍は18大学、西軍は20大学から66人が選抜された。西軍が24-17で9回目の勝利をあげた。

## 試合経過
前半は、東軍のオフェンスラインが西軍を押した。後半に西軍の4-3ディフェンスがラッシュを激しくし、ディフェンスバックもゾーンディフェンスに切り替えて東軍のQBテスタバーディによるパス攻撃を抑えた。
第1Q、テネシー大学のカルロス・リベイズ(Carlos Reveiz)が39ヤードのFGを決めて3-0と東軍が先制した。西軍はUCLAのマット・スティーブンスがコロラド州立大学のスティーブ・バーテイロに19ヤードのTDパスを決めて7-3と逆転した。東軍は南ミシシッピ大学のコリンズ・ヘス(Collins Hess)がインターセプトして得たチャンスを、マイアミ大学のジェローム・ブラウンが2ヤードを走ってTD、10-7とリードして前半を終えた。
第3Q、USCのキッカー、ドン・シェイファー(Don Shafer)が25ヤードのFGを成功し、10-10の同点となった。
第4Qはじめに東軍は敵陣28ヤードで、第4ダウン数インチとなったが、テスタバーディがペンシルベニア州立大学のブライアン・シバーリング（Brian Siverling）に9ヤードのパスを通してファーストダウンを獲得、ボストンカレッジのトロイ・ストラドフォードが19ヤードを走って17-10とリードした。西軍はスティーブンスが16ヤード、18ヤード、18ヤードのパスを通し、残り7分にオレゴン大学のケビン・ウィルハイトが2ヤードを走ってTD、79ヤードのドライブをあげたが、トライフォーポイントをシェイファーが失敗した。16-17と1点を追う西軍は、残り4分を切って自陣21ヤードまで攻め込まれたがサンノゼ州立大学のケビン・クラークが相手QBマイク・シュラのパスをエンドゾーン内でこの日3回目のインターセプト、34ヤードリターンした後、オクラホマ州立大学のマーク・ムーア（Mark Moore）が18ヤードリターンして敵陣48ヤードまでボールを戻した。3プレー後の残り2分7秒に、スティーブンスからフレズノ州立大学のWRスティーブン・ベイカーへの36ヤードのTDパスで逆転、アイオワ大学のロバート・スミス(Robert Smith)への2ポイントコンバージョンも決まり、24-17で勝利した。
この試合でテスタバーディはパス18回中10回成功、145ヤード、3インターセプトを喫した。スティーブンスは、パス19回中17回成功、225ヤード、インターセプトなし、西軍の先発QB、アイオワ大学のマーク・ブラシックは第3Qにひざを負傷して退場した。ケビン・クラークは、テスタバーディから2インターセプト、マイク・シュラから1インターセプトをあげて、最優秀ディフェンシブバックに選ばれた。
MVPには10回のランで95ヤードを走ったボストンカレッジのトロイ・ストラドフォードが選ばれた。